# محماس

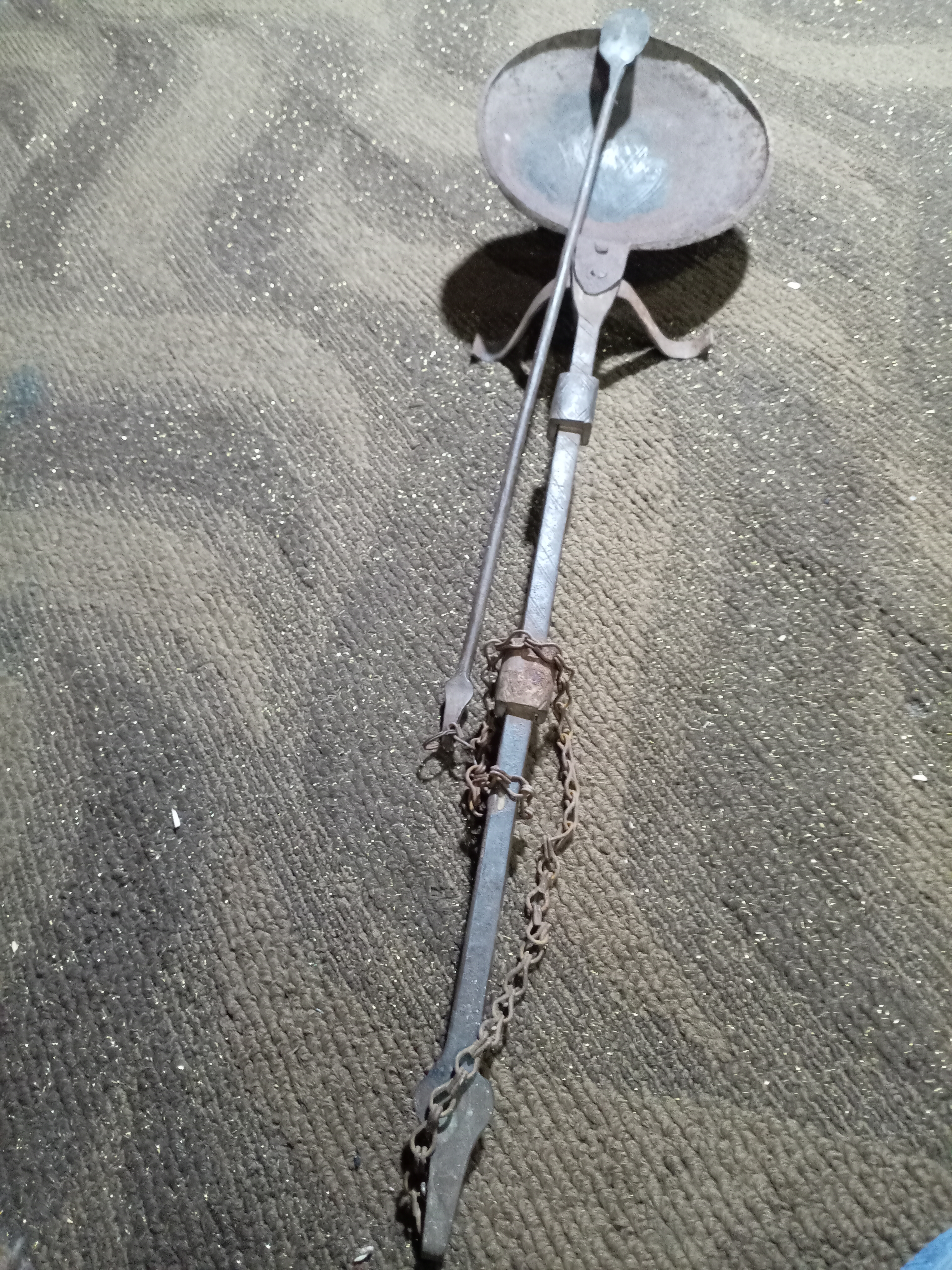
محماس للقهوة العربية معدني في الاردن 2025

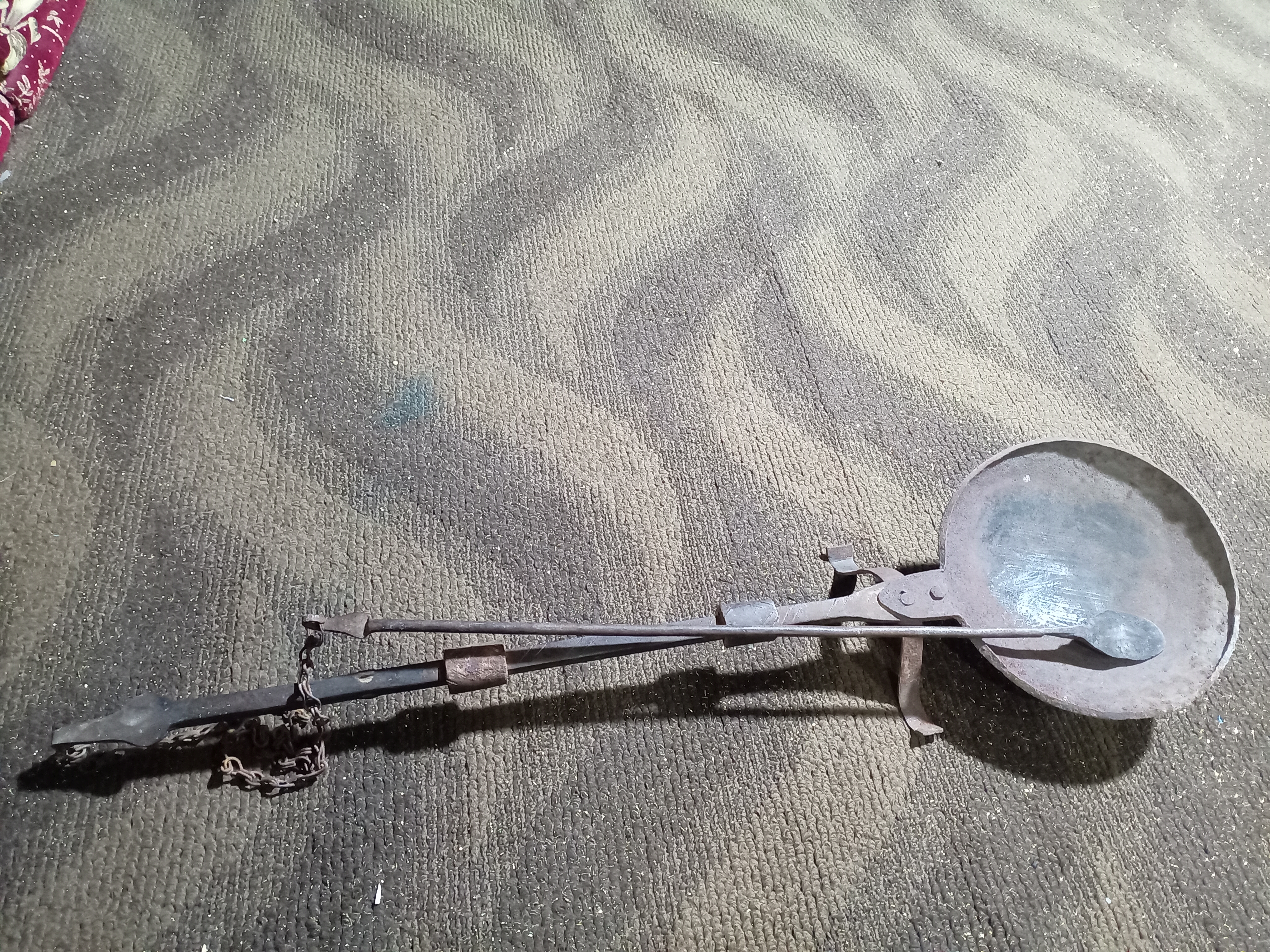
محماس للقهوة العربية معدني في الاردن 2025

المحماس او المحماسة عبارة عن ألة مصنوعة من الحديد أو النحاس يستخدم في تقليب القهوة أثناء تحميصها على النار، المحماس يتكون من قرص اسطواني مجوف من الداخل لها يد طويلة لمسكها بها ومعها قضيب طويل نوع ما يسمى يد المحماس في رأسه نصف دائرة. والمحماسة هي الاناء الذي تحمص فيه حبوب البن.

ويصنع المحماس من الحديد السميك حتى لا يحترق البن أثناء الحمس. ويعتبر المحماس المصنوع من الحديد الرهيف عيباً من عيوب المحاميس . يقول الشاعر عبدالرحمن الرديعان: 
يتكون المحماس من جزأين أساسيين:
1. وعاء التحميص: وهو الجزء الذي توضع فيه حبوب القهوة الخضراء.
2. المقبض الطويل: يسمح للمستخدم بتحريك الحبوب بسهولة دون التعرض للحرارة المباشرة.

## في الثقافة البدوية
كما يعد المحماس المصنوع من الحديد الرهيف عيبا من عيوب المحاميس. يقول الشاعر عبد الرحمن الرديعان:
كما ان المحماس أسود اللون يعتبر دلالة كرم في البادية العربية فهو يدل على كثرة استخدام المحماسة. يقول الشاعر شامان بن عمر الرشيدي:
كان للمحماس تأثير واضح على أبناء البادية حتى أن المحماس أصبح اسما يطلقونه على أولادهم محماسلأفتخارهم بهذه الأداة.

## الاستخدام
- توضع كمية مناسبة من حبوب البن الخضراء في المحماس.
- يوضع المحماس على نار هادئة إلى متوسطة، مع التحريك المستمر باستخدام المقبض لضمان تحميص متساوٍ.
- تستمر العملية حتى تتحول الحبوب إلى اللون البني المطلوب، حيث يختلف اللون حسب نوع القهوة المرغوب فيه (فاتح، متوسط، غامق).

- بعد التحميص، تُطحن الحبوب في المهباش وتُستخدم لتحضير القهوة العربية التقليدية.

## الاثر الثقافي
للمحماس دور كبير في الثقافة العربية، فهو لا يُستخدم فقط لتحميص القهوة، بل يُعتبر جزء من المجالس العربية، حيث يتم تحميص القهوة أمام الضيوف في مشهد يعكس التراث والكرم. كما أن استخدام المحماس يتطلب مهارة خاصة، حيث يختلف وقت التحميص ودرجة الحرارة حسب نوع القهوة المرغوب فيه، مما يجعلها تجربة فريدة تعكس خبرة وتحضّر صاحب المجلس. كما أن وجود المحماس في المجالس لا يزال يُمثل رمز للهوية والتقاليد، حيث يحرص الكثيرون على اقتنائه حتى وإن كانوا يستخدمون الوسائل الحديثة في تحميص القهوة.